# Agent Secret X-9
Pour les articles homonymes, voir AgentX.
Agent Secret X9 est un comic strip créé par Dashiell Hammett (Le Faucon Maltais) et le dessinateur Alex Raymond (Flash Gordon), publié par King Features du 22 janvier 1934 au 10 février 1996.
X-9 est à l'origine un agent sans nom travaillant pour une agence d'espionnage elle aussi sans nom. Il se voit cependant baptisé Phil Corrigan dans les années 1940 et plusieurs années plus tard la série sera renommée « Secret Agent Corrigan ». Suivant la popularité du FBI l'agence se verra attribuer ou retirer cette célèbre identité.
La bande dessinée est à ses débuts une combinaison d'espionnage et d'enquête de détective. Mais malgré la présence de deux talents reconnus à sa tête, ce ne sera pas un succès. L'année suivant sa naissance, la série est abandonnée par ses créateurs.
Elle est cependant continuée par Charles Flanders (1937), Robert Storm (1938-1943?), et dessinée par Mel Graff, assisté de nègres littéraires comme Lew Schwartz, de 1939 aux années 1960. Graff est celui qui donne à X-9 son nom : Phil Corrigan, pensant que c'est un non-sens d'appeler un agent secret uniquement par son nom de code. Le nom « Phil Corrigan » est inspiré par « Phil Cardigan », un ancien personnage de Graff issu des Adventures of Patsy. X-9 se voit aussi partagé entre deux amourettes, « Linda » et « Wilda », des prénoms inspirés par des chansons populaires. Ce sera finalement Wilda qui décrochera le gros lot en devenant la femme de X-9.
Plusieurs autres créateurs suivront Graff : Bob Lewis de 1960 à 1966, puis, de 1967 à 1980, Archie Goodwin et Al Williamson qui ont aussi collaboré au comics Star Wars.
Le dernier dessinateur est un vétéran, George Evans, qui réalisera la série de 1980 jusqu'à son dernier épisode en 1996.
En 2000, X-9 joue les guest-stars dans Flash Gordon. Une page dessinée par Evans qui témoigne de l'ultime apparition de l'agent dans un quotidien.

## Adaptations cinématographiques
Deux sérials ont été tournés en 1937 et 1945.